# Тереза Гладікова
Тереза Гладікова (чеськ. Tereza Hladíková; нар. 14 квітня 1988) — колишня чеська тенісистка.
Найвищу одиночну позицію світового рейтингу — 197 місце досягла 27 квітня, 2009, парну — 186 місце — 04 травня, 2009 року.
Здобула 2 одиночні та 10 парних титулів туру ITF.

## Фінали ITF

### Одиночний розряд (2–2)
| турніри $100,000 |
| турніри $75,000  |
| турніри $50,000  |
| турніри $25,000  |
| турніри $15,000  |

| Результат | Ранг | Дата             | Турнір              | Покриття   | Суперниця у фіналі | Рахунок у фіналі   |
| Поразка   | 1.   | 19 березня 2007  | Раанана, Ізраїль    | Тверде     | Євгенія Лінецька   | 4–6, 4–6           |
| Поразка   | 2.   | 21 серпня 2007   | Марибор, Словенія   | Ґрунт      | Полона Герцог      | 6–4, 1–6, 1–4 ret. |
| Перемога  | 3.   | 14 грудня 2008   | Пршеров, Чехія      | Тверде (i) | Ана Савич          | 6–4, 7–5           |
| Перемога  | 4.   | 6 листопада 2011 | Монтего-Бей, Ямайка | Тверде     | Келсі Лорент       | 6–3, 7–5           |

### Парний розряд (10–6)
| Результат | Ранг | Дата            | Турнір                      | Покриття   | Партнерка           | Суперниці                                       | Рахунок             |
| --------- | ---- | --------------- | --------------------------- | ---------- | ------------------- | ----------------------------------------------- | ------------------- |
| Поразка   | 1.   | 7 червня 2004   | Старі Сплави, Чехія         | Ґрунт      | Яна Деркасова       | Бланка Кумбарова Тереза Шафнерова               | 4–6, 4–6            |
| Перемога  | 2.   | 18 березня 2007 | Рамат-га-Шарон, Ізраїль     | Тверде     | Мартіна Ондрацкова  | Галина Семенова Тетяна Тетеріна                 | 7-6, 6-2            |
| Перемога  | 3.   | 30 липня 2007   | Бад-Заульгау, Німеччина     | Ґрунт      | Сімона Добра        | Івета Герлова Луціє Кріґсманнова                | 2–6, 6–4, 6–2       |
| Перемога  | 4.   | 14 травня 2008  | Щецин, Польща               | Ґрунт      | Івета Герлова       | Емма Лайне Теодора Мирчич                       | 6–1, 6–4            |
| Перемога  | 5.   | 9 червня 2008   | Злін, Чехія                 | Ґрунт      | Сімона Добра        | Луціє Градецька Рената Ворачова                 | 6–4, 6–3            |
| Перемога  | 6.   | 28 липня 2008   | Бад-Заульгау, Німеччина     | Ґрунт      | Сімона Добра        | Анна Флоріс Клодін Шоль                         | 6–1, 4–6, [10–8]    |
| Перемога  | 7.   | 14 грудня 2008  | Пршеров, Чехія              | Тверде (i) | Рената Ворачова     | Ксенія Ликіна Катержина Ванькова                | 6–0, 3–6, [10–3]    |
| Поразка   | 8.   | 2 травня 2009   | Макарська, Хорватія         | Ґрунт      | Кароліна Косіньська | Татьяна Марія Рената Ворачова                   | 4–6, 7–5, [6–10]    |
| Поразка   | 9.   | 8 березня 2010  | Бухен, Німеччина            | Килим (i)  | Сімона Добра        | Ірина Бурячок Амра Садікович                    | 5–7, 3–6            |
| Поразка   | 10.  | 15 березня 2010 | Wetzikon, Швейцарія         | Килим (i)  | Сімона Добра        | Ксенія Кнолль Амра Садікович                    | 4–6, 6–7(5)         |
| Поразка   | 11.  | 12 червня 2010  | Злін, Чехія                 | Ґрунт      | Міхаела Похабова    | Ева Бірнерова Стефані Форец                     | 5–7, 6–4, [6–10]    |
| Перемога  | 12.  | 24 січня 2011   | Каарст, Німеччина           | Килим (i)  | Нікола Франькова    | Паула Каня Марина Мельникова                    | 3–6, 7–6(1), [10–8] |
| Поразка   | 13.  | 4 квітня 2011   | Шибеник (місто), Хорватія   | Ґрунт      | Сімона Добра        | Матея Кралєвич Амра Садікович                   | 5–7, 3–6            |
| Перемога  | 14.  | 18 квітня 2011  | Торрент (Валенсія), Іспанія | Ґрунт      | Сімона Добра        | Івонне Кавальє Реймерс Ісабель Рапісарда Кальво | 6–4, 2–6, [10–4]    |
| Перемога  | 15.  | 25 квітня 2011  | Вік (Іспанія), Іспанія      | Ґрунт      | Сімона Добра        | Андреа Гаміс Десіпна Папаміхаїл                 | 6–2, 6–1            |
| Перемога  | 16.  | 28 травня 2012  | Пршеров, Чехія              | Ґрунт      | Нікола Франькова    | Сімона Добра Луціє Кріґсманнова                 | 4–6, 7–6(7), [10–8] |